# Цетнер, Анджей
Анджей Цетнер (ок. 1591—1624) — польский шляхтич и военный. Сын Бальцера (Балтазара) Цетнера и Ядвиги Курзанской (родственницы гетмана великого коронного Станислава Жолкевского).

## Биография
Представитель польского шляхетского рода Цетнер герба «Пржерова».
В молодом возрасте путешествовал, затем стал военным. Участвовал в войне с Русским государством (в частности, 1609 года под Смоленском командовал значительным отрядом).
В 1620 году Анджей Цетнер участвовал в походе на Молдавию польского войска под командованием гетмана великого коронного Станислава Жолкевского. В неудачной для поляков битве под Цецорой попал в плен к туркам его брат Александр. Анджей Цетнер способствовал выкупу из плена своего брата.
В 1623 году Анджей вместе с братом подписал постановление к земянам Русского воеводства о сборе посполитого рушения для отражения набегов крымских татар.
Занимал должности: стольник королевский, подчаший львовский (с 1617 года, перешёл с предыдущей). В конце жизни был придворным короля. Умер на 33 году жизни.
Был женат на Катажине Лесньовской, дочери каштеляна белзского Мацея Лесньовского, которая (по его завещанию) похоронила умершего во Львове возле матери, поставив надгробие «in turri curiae urbis». Детей не имел.